# کلویی دوفور-لاپوینت
کلویی دوفور-لاپوینت (انگلیسی: Chloé Dufour-Lapointe؛ زادهٔ ۲ دسامبر ۱۹۹۱) ورزشکار اسکی نمایشی اهل کانادا است.
وی در مسابقات کشوری و بین‌المللی در مجموع برندهٔ ۱ مدال طلا، ۲ مدال نقره شده‌است.